# 1987 (فلم)
1987 هو فيلم من نوع قصة البلوغ وكوميديا دراما أُصدر في 2014. الفيلم من توزيع Les Films Séville ‏، وهو من إخراج وسيناريو Ricardo Trogi ‏.

## القصة
تقع أحداث الفيلم في مدينة كيبك.

## طاقم التمثيل
- Jean-Carl Boucher [الإنجليزية]‏

## الإنتاج
موسيقى الفيلم التصويرية كانت من تأليف فريديريك بيجن.

## وصلات خارجية
- 1987 على موقع IMDb (الإنجليزية)
- 1987 على موقع روتن توميتوز (الإنجليزية)
- 1987 على موقع ألو سيني (الفرنسية)
- 1987 على موقع فيلمافينيتي (الإسبانية)
- 1987 على موقع قاعدة بيانات الفيلم (الإنجليزية)
- 1987 على موقع ليتربوكسد (الإنجليزية)
- 1987 على موقع كينوبويسك (الروسية)